# Salzunger Werrabergland

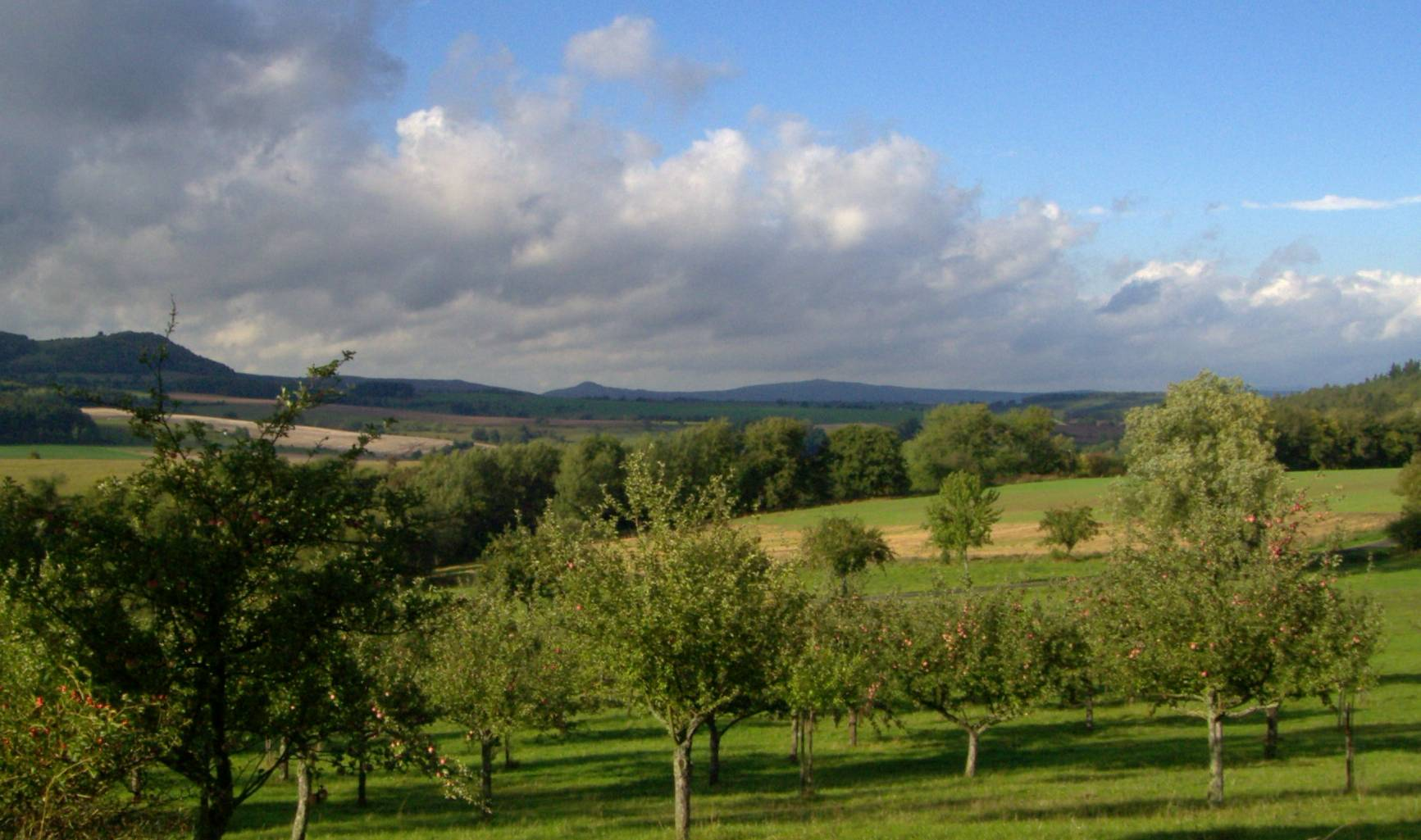
Blick zu Pleß (hinten) und Stoffelskuppe (links)

Das Salzunger Werrabergland ist ein Naturraum des Osthessischen Berglands der Deutschen Mittelgebirgsschwelle. Es ist durch Buntsandsteinhügel gekennzeichnet.

## Geographische Lage
Das Salzunger Werrabergland erstreckt sich entlang der Werra von etwas oberhalb der Mündung der Herpf bis kurz vor die Mündung der Hörsel. Es wird begrenzt vom Thüringer Wald im Nordosten, dem Südlichen Vorland des Thüringer Waldes im Osten, den Werra-Gäuplatten im Süden, der Kuppen- und Vorderrhön im Südwesten und dem Fulda-Werrabergland im Nordwesten.
Das Salzunger Werrabergland liegt im Wesentlichen im Wartburgkreis sowie in Schmalkalden-Meiningen in Thüringen. Es liegt etwa von Walldorf bis Vacha beidseitig, von da rechtsseitig des Werratals bis Hörschel. Einige Teile des Werratals liegen in Hersfeld-Rotenburg in Hessen. Größte Stadt im Salzunger Werrabergland ist Bad Salzungen.

## Geologie
Das Hauptgestein ist Buntsandstein, aus dem einige wenige vulkanische Kuppen wie Pleß und Stoffelskuppe, die vom Phänotyp bereits die sich südwestlich anschließende Kuppenrhön ankündigen, hervorragen. Durch Salztektonik entstanden Senken und Erdfälle.

## Naturräumliche Gliederung
In der naturräumliche Haupteinheitengruppe Osthessisches Bergland (Nummer 35 bzw. D47) stellt das Salzunger Werrabergland die Haupteinheit (Nr. 359) dar. Die in der Hauptsache hier in nordwestliche Richtungen verlaufenden Talungen von Werra und Suhl teilen das Bergland auf in 3 orographische Gebirgsteile, von denen nur das zentrale Frauenseer Hügelland in sich eigenständig ist.

359 Salzunger Werrabergland
- 359.0 Stadtlengsfelder Hügelland
  - 359.00 Ostabdachung der Kuppenrhön[2] (u. a. mit Pleß und Stoffelskuppe sowie dem Felda-Unterlauf)
  - 359.01 Unteres Ulstertal
- 359.1 Salzungen-Herleshausener Werratal
  - 359.10 Salzunger Becken
  - 359.11 Dorndorf-Heringer-Werratal
  - 359.12 Berkaer Becken
  - 359.13 Neustädt-Hörscheler Werratal
- 359.2 Frauenseer Hügelland
- 359.3 Suhl-Fischgraben-Talung[2][3]
- 359.4 Oberellener Hügelland

## Berge
Zu den Bergen des Salzunger Werraberglands gehören – mit Höhe in Meter über Normalhöhennull (NHN):
| - Pleß (645,4 m) - Stoffelskuppe (620 m) - Krücke (604 m) - Gotteskopf (576 m) - Schneckenberg (528 m) - Bornkopf (479 m) - Großer Krötenkopf (457 m) | - Milmesberg (461 m) - Steinkopf (452 m) - Aschenberg (452 m) - Röhrberg (452 m) - Lehnberg (448 m) - Krayenberg (428 m) |

## Fließgewässer
Zu den Fließgewässern (alle im Einzugsgebiet der Werra) des Salzunger Werraberglands gehören (flussabwärts von Süd nach Nord, mit Länge in Kilometern und Mündungsort):
| Linke Zuflüsse der Werra: - Herpf (21,7 km, 95,3 km²), bei Walldorf (südliche Begrenzung) - Katza (15,1 km, 61,3 km²), bei Wasungen - Schwarzbach (11,1 km, 39,5 km²), südlich von Schwallungen - Zillbach (4,6 km, 12,6 km²), nördlich von Schwallungen - Rosabach (13,0 km, 39,7 km²), bei Wernshausen - Pfitzbach (12,3 km, 34,4 km²) - Felda (42,2 km, 216,7 km²), bei Dorndorf - Oechse (16,0 km, 61,6 km²), bei Vacha (nordwestliche Begrenzung) | Rechte Zuflüsse der Werra: - Helba (??? km, 25,3 km²), in Meiningen - Wallbach (11 km, 24,7 km²), bei Wallbach - Schmalkalde (24,9 km, 156,4 km²), bei Niederschmalkalden - Fambach (??? km, > 10 km²), bei Fambach - Truse (15 km, 46,2 km²), bei Breitungen - Farnbach (??? km, > 10 km²), bei Breitungen - Grumbach (12 km, > 10 km²), bei Breitungen - Schweina (11 km, > 10 km²), bei Barchfeld - Fischgraben (??? km, 32,1 km²), bei Barchfeld - Rohrgraben (7 km, > 10 km²), bei Unterrohn - Schergesbach (??? km, > 10 km²), bei Kieselbach - Bach aus Oberzella (??? km, > 10,9 km²), bei Unterzella - Schwarzer Graben (??? km, 10,3 km²), bei Heringen-Widdershausen - rechte Suhl (22,3 km, 91,3 km²), bei Untersuhl - Elte (22,5 km, 81,0 km²), bei Lauchröden |